# Derecho al silencio
El derecho al silencio es un principio legal que garantiza a cualquier persona el derecho de negarse a responder las preguntas de los agentes policiales o los funcionarios judiciales. Es un derecho legal reconocido, explícitamente o por convención, en muchos de los sistemas legales del mundo. 
El derecho cubre una serie de cuestiones centradas en el derecho a negarse a comentar o proporcionar una respuesta cuando se le pregunta, ya sea antes o durante los procedimientos judiciales en un tribunal de justicia. Este puede ser el derecho a evitar la autoincriminación o el derecho a permanecer en silencio cuando se le pregunta. El derecho puede incluir la disposición de que el juez o el jurado no pueden hacer inferencias adversas con respecto a la negativa de un acusado a responder preguntas antes o durante un juicio, audiencia o cualquier otro procedimiento legal. Este derecho constituye solo una pequeña parte de los derechos del acusado en su conjunto. 
El origen del derecho al silencio se atribuye al desafío de Sir Edward Coke a los tribunales eclesiásticos y su juramento ex officio. A finales del siglo XVII se estableció en la ley de Inglaterra como reacción del pueblo ante los excesos de las inquisiciones reales en estos tribunales. En los Estados Unidos, informar a los sospechosos de su derecho a permanecer en silencio y las consecuencias de renunciar a ese derecho forma parte clave de la advertencia de Miranda. 

## En el mundo
Se dan advertencias sobre el derecho a permanecer en silencio en aproximadamente 108 naciones de todo el mundo.

### Unión Europea
Dentro de la Unión Europea, un proceso gradual de armonización de las leyes de todos los estados de la Unión ha dado como resultado la adopción de una carta de derechos común que se aplicará a todos en la Unión Europea. La ley acordada, también conocida como "los derechos Reding" tomando el nombre de la Comisionada de Justicia de la UE Viviane Reding, quien propuso y negoció la medida para convertirse en ley en toda la Unión Europea, significará que los sospechosos en la Unión Europea una vez detenidos recibir una 'carta de derechos que enumere sus derechos básicos durante el proceso penal.'  
La ley europea garantiza que las personas sospechosas de un delito penal reciban información adecuada sobre sus derechos básicos durante el proceso penal. Estos son el derecho a un abogado; ser informado del cargo; a la interpretación y traducción para aquellos que no entienden el idioma del procedimiento; el derecho a permanecer en silencio y ser llevado sin demora ante un tribunal después de la detención. 
En particular, la ley incluye cinco innovaciones:

- los sospechosos serán informado de sus derechos desde el momento de su la detención;
- recibirán una «declaración de derechos» que especificará sus derechos por escrito;
- la declaración de derechos debe ser fácil de comprender, sin jerga jurídica;
- se facilitará en una lengua que el sospechoso entienda;
- contendrá detalles prácticos sobre los derechos individuales.

Estos derechos están contenidos en una carta de derechos, "los derechos Reding", un documento impreso que se entrega a los sospechosos después de su detención y antes del interrogatorio. La ley de la Unión Europea, propuesta en julio de 2010 por la Comisión Europea, fue adoptada por el Parlamento Europeo y el Consejo en diciembre de 2011. La Directiva de la Unión Europea se publicó oficialmente el 1 de junio de 2012 en el Diario Oficial de la Unión Europea L 142, 1 de junio de 2012. Comenzó a funcionar en toda la Unión Europea el 2 de junio de 2014.

#### Convenio Europeo de Derechos Humanos
El concepto del derecho al silencio no se menciona específicamente en el Convenio Europeo de Derechos Humanos, pero el Tribunal Europeo de Derechos Humanos ha sostenido que:

El derecho a permanecer en silencio durante los interrogatorios policiales y el privilegio contra la autoinculpación son normas internacionales generalmente reconocidas que se encuentran en el corazón de la noción de un procedimiento justo en virtud del artículo 6.

### España
La Constitución Española dice, en su artículo 17.3:

Toda persona detenida debe ser informada de forma inmediata, y de modo que le sea comprensible, de sus derechos y de las razones de su detención, no pudiendo ser obligada a declarar. Se garantiza la asistencia de abogado al detenido en las diligencias policiales y judiciales, en los términos que la ley establezca.
C. E., art. 17.3

Esto se especifica en los artículos 118 y 520.2 de la Ley de Enjuiciamiento Criminal, según los cuales, toda persona investigada en un proceso penal, haya sido o no detenida, goza de los siguientes derechos: 
- Derecho a guardar silencio no declarando si no quiere, a no contestar alguna o algunas de las preguntas que le formulen, o a manifestar que sólo declarará ante el juez.
- Derecho a no declarar contra sí mismo y a no confesarse culpable, lo que se conoce como derecho a no autoincriminarse.
- Derecho a designar abogado y a ser asistido por él sin demora injustificada, tanto en la declaración ante el juez como en la policía,
- Derecho a la entrevista reservada con el abogado antes de la declaración, tanto en sede policial como judicial.
- Derecho a acceder a los elementos de las actuaciones que sean esenciales para impugnar la legalidad de la detención o privación de libertad.
- Derecho a que se ponga en conocimiento del familiar o persona que desee, sin demora injustificada, su privación de libertad y el lugar de custodia en que se halle en cada momento. Los extranjeros tendrán derecho a que las circunstancias anteriores se comuniquen a la oficina consular de su país.
- Derecho a comunicarse telefónicamente, sin demora injustificada, con un tercero de su elección. Esta comunicación se celebrará en presencia de un funcionario de policía o, en su caso, del funcionario que designen el juez o el fiscal.
- Derecho a ser visitado por las autoridades consulares de su país, a comunicarse y a mantener correspondencia con ellas.
- Derecho a ser asistido gratuitamente por un intérprete, cuando se trate de extranjero que no comprenda o no hable el castellano o la lengua oficial de la actuación de que se trate, o de personas sordas o con discapacidad auditiva, así como de otras personas con dificultades del lenguaje.
- Derecho a ser reconocido por el médico forense o su sustituto legal y, en su defecto, por el de la institución en que se encuentre, o por cualquier otro dependiente del Estado o de otras Administraciones Públicas.
- Derecho a solicitar asistencia jurídica gratuita, procedimiento para hacerlo y condiciones para obtenerla.

El derecho al silencio, por tanto, es un derecho fundamental, instrumental del derecho de defensa, reconocido en el art. 24.2 de la Constitución Española, que consiste en que toda persona sometida a un proceso penal tiene el derecho a no contestar a cualquiera o a todas las preguntas que se le formulen por cualquiera de las partes en su interrogatorio, ya sea durante la fase de instrucción, la investigación, o durante el juicio oral. Si opta por no responder ninguna pregunta, esto se conoce como silencio total. Y si elige responder a algunas preguntas y a otras no o sólo, por ejemplo, a las preguntas de su defensa, pero no a las de la acusación, esto se conoce como silencio parcial.
Como señala el magistrado y profesor universitario español José María Asencio al tratarse de un derecho fundamental y al no poder ejercitarse éste de otra manera distinta que callándose, no puede derivarse ninguna consecuencia perjudicial del silencio del investigado, en el sentido de que éste no puede ser considerado un indicio de su culpabilidad.

### Estados Unidos
La Quinta Enmienda a la Constitución de los Estados Unidos establece que ninguna persona será obligada en ningún caso penal a testificar contra sí misma. En el juicio, la fiscalía no puede llamar al acusado como testigo, ni comentar sobre la falta de testimonio del acusado. El testificar o no es un privilegio exclusivo del acusado, aunque originalmente no se permitió a los acusados testificar en su propio nombre. Una ley de apropiaciones de 1864 permitió a los acusados hacerlo mientras eliminaba las restricciones de raza y el caso de la Corte Suprema de 1987 Rock v. Arkansas estableció un "derecho constitucional a tomar la posición de testigo".  
Fuera del contexto de detención o arresto legal, una persona no tiene el deber de responder ninguna pregunta de la policía. Si el Estado busca la compulsión judicial, la persona aún puede invocar su derecho de la Quinta Enmienda contra la autoinculpación obligatoria y negarse a testificar si las respuestas a las preguntas formuladas son potencialmente autoinculpatorias. Solo si el estado le otorga inmunidad, en un procedimiento formal, de tener algún testimonio o evidencia derivada del testimonio utilizado en su contra, se puede obligar a una persona a responder sobre una afirmación de este derecho. Si la policía detiene (o arresta) a una persona, debe informarle que tiene el derecho de permanecer en silencio y el derecho a un abogado, entre otros derechos. (Esto se conoce como la advertencia de Miranda.) Si la persona detenida invoca estos derechos, todos los interrogatorios deben cesar, y normalmente nada de lo dicho por el acusado en violación de esta regla puede ser admitido en su contra en el juicio.
El 17 de junio de 2013, la Corte Suprema de los Estados Unidos deliberó en Salinas v. Texas que, antes de ser arrestado, un individuo debe invocar específicamente el derecho de la Quinta Enmienda a "permanecer en silencio", de lo contrario el silencio puede ser usado en su contra en la corte.

#### Código Uniforme de Justicia Militar
Los miembros de las Fuerzas Armadas de los Estados Unidos están cubiertos por el Código Uniforme de Justicia Militar (UCMJ por sus siglas en inglés). Bajo la UCMJ, el personal militar jurado, ya sea de tropa/marinería, suboficial u oficial, tiene el derecho de permanecer en silencio que se estableció 16 años antes de la deliberación de Miranda v. Arizona. Existen protecciones significativas contra la autoinculpación coercitiva en el Artículo 31, UCMJ, pero difiere un poco de la advertencia de Miranda, y en esencia proporciona mayores protecciones.  Esta es una diferencia entre la justicia civil y militar en los Estados Unidos, y muchas otras naciones tienen reglas corolarias similares con respecto a la justicia militar frente a la justicia civil.